# Уманский, Яков Семёнович
Яков Семёнович Ума́нский (1905—1986) — советский физик-металловед.

## Биография
Родился 17 (30 января) 1905 года в Луганске (ныне Украина), в семье домохозяйки Анастасии Яковлевны Уманской (1869—1940) и фотографа Семёна Ильича Уманского (1860 — после 1919), владельца фотоателье на углу улиц Казанской и 11-й линии. Фотографом был и брат отца — Арон Ильич Уманский (1870—1911), владелец фотоателье на Преображенской улице, № 75, в Одессе.
В 1919 году семья переехала в Харьков, где он учился в техникуме и начал заниматься общественной работой.
В 1930 году окончил электротехнологический факультет МЭИ, специальность электротехнология.
Во время учёбы (1928—1929) работал заместителем заведующего физическим кабинетом Рентгеновского института Боткинской больницы, а в дальнейшем (1929—1934) — лаборантом, научным сотрудником и, наконец, научным руководителем рентгеновской группы, а позже и лаборатории ВЭИ.
С 1933 года работает доцентом кафедры А. М. Бочвара Московского института цветных металлов и золота и преподает курс рентгенографии.
Тогда же впервые в СССР начинает читать курс физического металловедения, что позволяет отнести его к одному из основоположников физического направления в подготовке инженеров-металловедов. Одновременно аналогичные курсы он читает студентам-металловедам МИС имени И. В. Сталина (кафедра Н. А. Минкевича).
С 1938 по август 1941 года — работает научным руководителем центральной лаборатории Московского комбината твердых сплавов, а во время Великой Отечественной войны — доцентом кафедры физики Казахского горно-металлургического института (1941—1943 годы, Алма-Ата).
В 1942 году — защитил докторскую диссертацию, тема: «Карбиды твердых сплавов».
С 1943 года работает в должности профессора МИС имени И. В. Сталина, а с 1944 по 1970 годы — заведующим созданной при его активном участии кафедрой «рентгенография металлов». После образования в 1948 году физико-химического факультета эта кафедра вошла в его состав под названием «кафедра рентгенографии и физики металлов».
Умер 20 июня 1986 года. Похоронен в Москве на Новодевичьем кладбище.

### Научная деятельность
Создатель научной школы «Кристаллохимия промежуточных фаз с участием переходных металлов», сформулировал общую концепцию электронных соединений, к которым, кроме фаз Юм-Розери, отнес как фазы внедрения, так и соединения металлов IV—VIа групп с металлами VIIIа группы, а чередование структур в фазах внедрения связал с «концентрационным полиморфизмом» (сам термин предложен Г. В. Курдюмовым) из-за изменения электронной концентрации при изменении содержания компонентов.
Участвовал в разработке и внедрении в производство технологии изготовления вольфрам-титановых твердых сплавов (получено 6 авторских свидетельств).
Внес большой вклад в развитие методов рентгеноструктурного анализа и их применения в материаловедческих исследованиях.
В 1935 году совместно со своим аспирантом В. И. Векслером (в будущем — академик) впервые применил прибор с регистрацией интенсивности счетчиком Гейгера-Мюллера (по сути рентгеновский дифрактометр) для анализа рентгеновской дифракции от поликристаллов. Под его руководством в 50-е годы начались измерения малоуглового рассеяния в металлах и сплавах и диффузного рассеяния в твердых растворах тугоплавких карбидов с целью анализа процессов упорядочения.
Один из первых исследователей ближнего порядка в твердых растворах. Важное место в его научных работах занимали рентгеновские исследования дефектов и всей совокупности характеристик субструктуры как при пластической деформации, так и при фазовых превращениях в ходе термической обработки стали и других сплавов.
Один из основных организаторов первых шести (начиная с 1936 года) Всесоюзных конференций по применению рентгеновских лучей для исследования материалов и являлся первым заместителем председателя Секции рентгенографии Совета по физике твердого тела Отделения общей и прикладной физики АН СССР.
В соавторстве Г. С. Ждановым написан первый в мировой литературе двухтомный учебник «Рентгенография металлов» (т. I — 1937 год, т. II — 1938 год). Учебник включал в себя не только описание методов, но и примеры их применения, так как большую часть объёма второго тома составляли материалы собственных исследований авторов.
Этот труд был зачтен Уманскому как кандидатская диссертация.
Автор и соавтор 6 учебников по рентгенографии и 3 по физике металлов и физическому металловедению. Среди них хорошо известное каждому советскому материаловеду «Физическое металловедение» («шесть авторов»).
Под его руководством было защищено около 50 кандидатских и более 10 докторских диссертаций.

## Награды и премии
- Сталинская премия (1948) — за разработку и внедрение новых методов производства твёрдых (вольфрам-титановых) сплавов
- Орден Трудового Красного Знамени (1951)
- Заслуженный деятель науки и техники РСФСР (1968)
- Премия имени П. П. Аносова (1978) — за цикл работ по физическому металловедению